# Juan Martín Parodi
Juan Martín Parodi (Paysandú, 22 settembre 1974) è un ex calciatore uruguaiano, di ruolo centrocampista.

## Carriera

### Nazionale
Nel 2004 ha preso parte alla Copa America; nel corso di quell'anno ha giocato complessivamente 3 partite in nazionale, le sue uniche in carriera.

## Palmarès

### Club

#### Competizioni nazionali
- Liguilla Pre-Libertadores de América: 2

Nacional: 1993, 1996